# Jeremiah Stamler
Jeremiah Stamler (Nova Iorque, 27 de outubro de 1919 – Nova Iorque, 27 de janeiro de 2022) foi um cardiologista estadunidense, especialista em cardiologia preventiva e estudo da influência de vários fatores de risco sobre doença arterial coronariana e outras doenças cardiovasculares e no papel do sal e outros nutrientes na etiologia das doenças cardíacas. Stamler é creditado pela introdução do termo "fatores de risco" na área da cardiologia. Recebeu em 1988, a Medalha Donald Reid da London School of Hygiene & Tropical Medicine por suas contribuições à epidemiologia. Foi professor emérito de medicina preventiva da Northwestern University em Chicago, Illinois. Após aposentar-se de sua atividade como professor atuante continuou suas pesquisas com sua mulher Rose até ela morrer em 1998; nos últimos anos, dividia seu tempo entre Manhattan, Pioppi (Sul da Itália), Long Island e Chicago.